# Flen, Småland
Flen är en sjö i Vetlanda kommun i Småland och ingår i Emåns huvudavrinningsområde. Sjön är 14 meter djup, har en yta på 3,73 kvadratkilometer och är belägen 181 meter över havet. Vid provfiske har bland annat abborre, braxen, gädda och gös fångats i sjön.

## Delavrinningsområde
Flen ingår i det delavrinningsområde (637587-148571) som SMHI kallar för Utloppet av Flen. Avrinningsområdets medelhöjd är 202 meter över havet och ytan är 20,54 kvadratkilometer. Räknas de 2 delavrinningsområdena uppströms in blir den ackumulerade arean 62,02 kvadratkilometer. Sällevadsån som avvattnar avrinningsområdet har biflödesordning 2, vilket innebär att vattnet flödar genom totalt 2 vattendrag innan det når havet efter 128 kilometer. Delavrinningsområdet består mestadels av skog (71 procent). Avrinningsområdet har 3,74 kvadratkilometer vattenytor vilket ger det en sjöprocent på 18,2 procent.

## Fisk
Vid provfiske har följande fisk fångats i sjön:
- Abborre
- Braxen
- Gädda
- Gös
- Mört
- Sik
- Siklöja